# 別唐晶司
別唐 晶司（べっとう しょうじ、1960年 - ）は、日本の小説家、眼科医。大分県生まれ。

## 経歴
京都大学大学院医学研究科博士課程在学中の1992年に、「螺旋の肖像」で第24回新潮新人賞受賞。1994年、『メタリック』で第7回三島由紀夫賞候補、第16回野間文芸新人賞候補。その後本業が多忙となったため執筆活動を中断していたが、2008年より再開し、ホームページ上にて自作を無料公開している。
物理学者の田崎晴明は高校の同級生である。

## 作品リスト

### 単行本
- 『メタリック』（新潮社、1994年2月）
  - メタリック - 『新潮』1993年11月号

### 単行本未収録
- 「螺旋の肖像」 - 『新潮』1992年11月号
- 「眼球内空気充塡術」 - 『新潮』1996年2月号